# Тритиевая подсветка

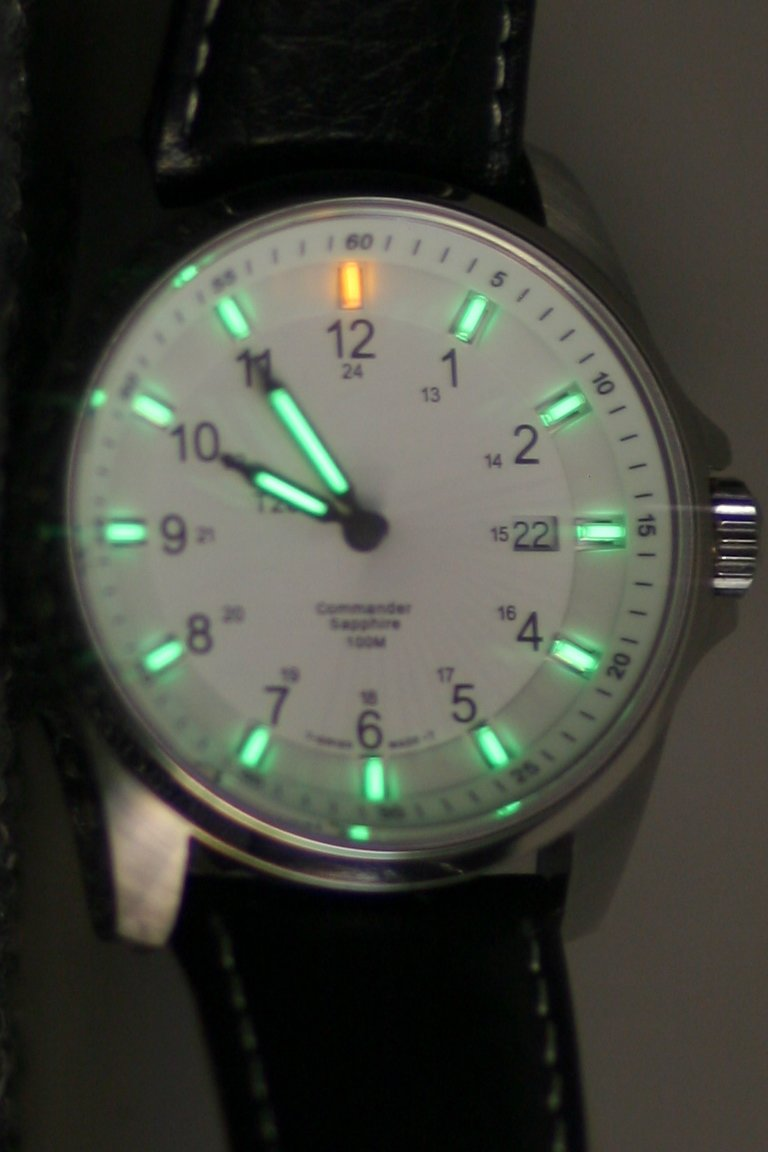
Часы с тритиевой подсветкой

Тритиевая подсветка (trigalight — тригалайт, GTLS — gaseous tritium light source) — подсветка, работающая на принципе радиолюминесценции, вызванной бета-распадом трития.
По некоторым оценкам, устройства с тритиевой подсветкой могут содержать порядка 25 милликюри (современные) до 200 милликюри (подсветка для LCD, 1970-е) (0,9—7,4 ГБк).

## Принцип работы
Принцип работы схож с принципом работы обычного кинескопа. Тритий заключён в небольшую герметичную ёмкость, обычно из боросиликатного стекла, на внутреннюю поверхность которой нанесён тонкий слой люминофора. Электроны, испускаемые в данном случае в результате бета-распада трития, возбуждают атомы вещества-люминофора, которые переходят из возбуждённого состояния в обычное, испуская при этом фотоны. Кроме того, ввиду малой энергии электронов, толщины люминофора и стенок ёмкости достаточно, чтобы полностью поглотить электроны.

## Применение
Используется в военных и гражданских приборах (подсветка компасов, линзы для чтения карт в темноте), прицельных приспособлениях, часах , брелоках, эвакуационных знаках Выход.

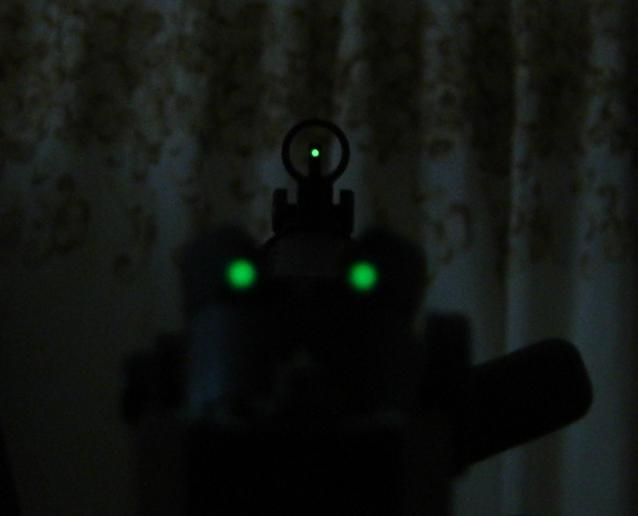
Использование тритиевой подсветки на целике и мушке
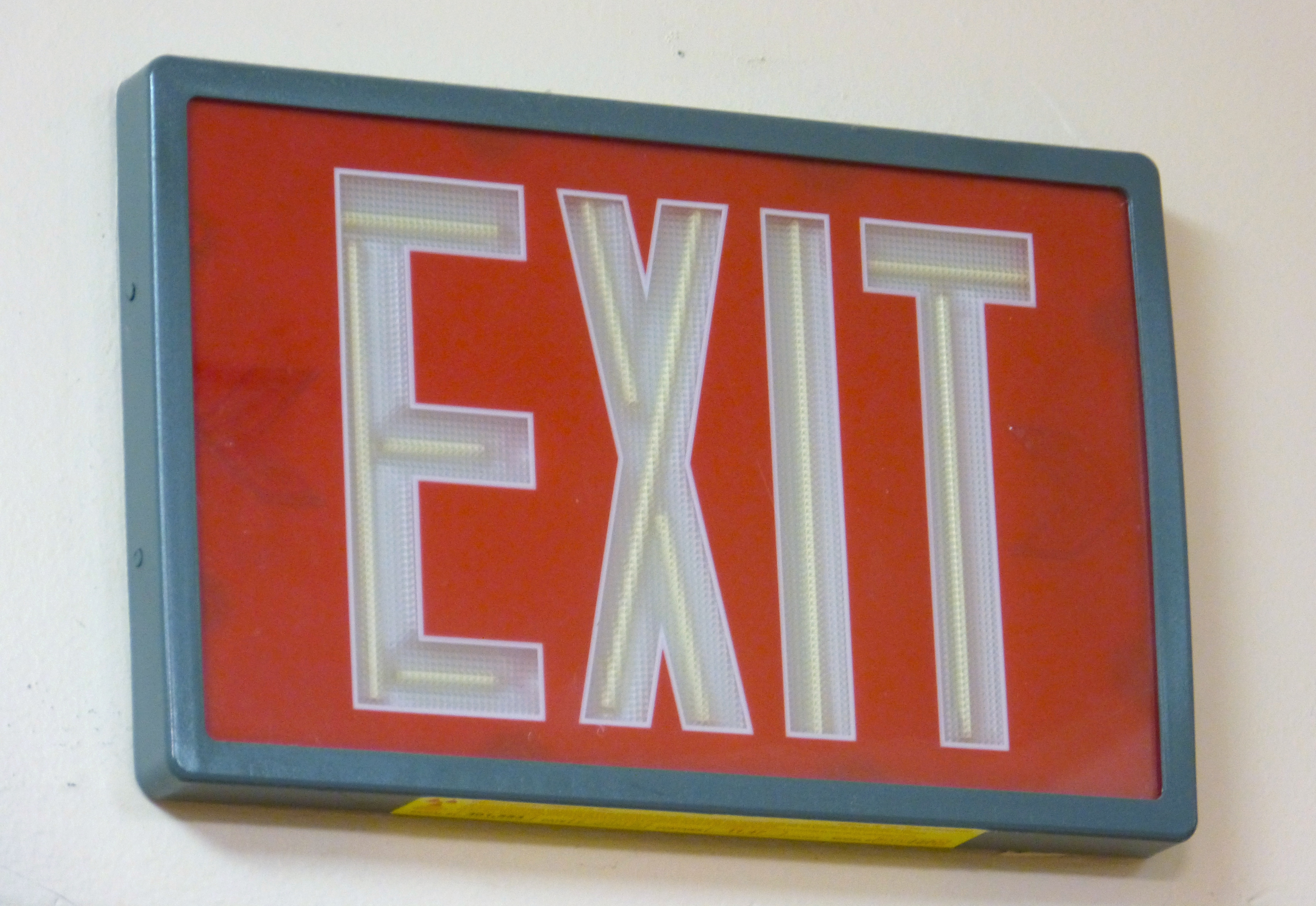
США, эвакуационный знак с тритиевой подсветкой

### Тритиевые брелоки
Брелоки-маркеры, облегчающие поиск ключей и других предметов в темноте. Производятся путём помещения тригалайта в прочный герметичный корпус из поликарбоната. Брелоки выпускаются в нескольких вариантах, как по дизайну, так и по размеру, а также со свечением на выбор: зелёным, жёлтым, голубым, тёмно-синим, оранжевым, красным и белым. Бывают также варианты с несколькими капсулами в одном корпусе.
Самый интенсивный по свечению и яркости — с зелёным свечением, в силу особенностей устройства человеческого глаза. Его интенсивность принимается за 100 %. Далее по убыванию идут в сравнении с зелёным — жёлтый (80 %), белый (60 %), бледно-голубой (60 %), оранжевый (40 %), красный (20 %) и синий (15 %).
Фактически брелоки испускают чрезвычайно слабое свечение. Многие дешёвые брелоки могут использовать не тритий, а иные радиоактивные вещества.

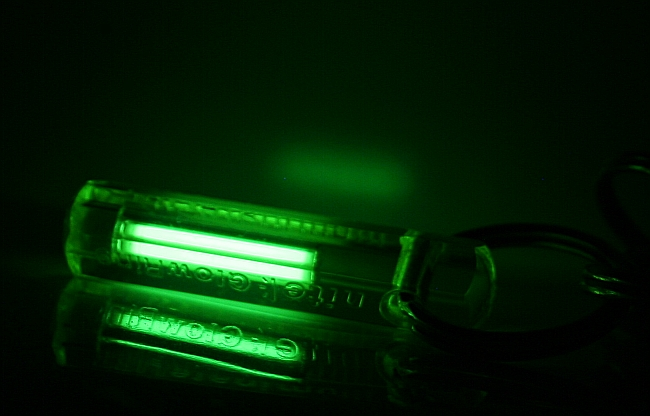
Брелок британской фирмы Nite
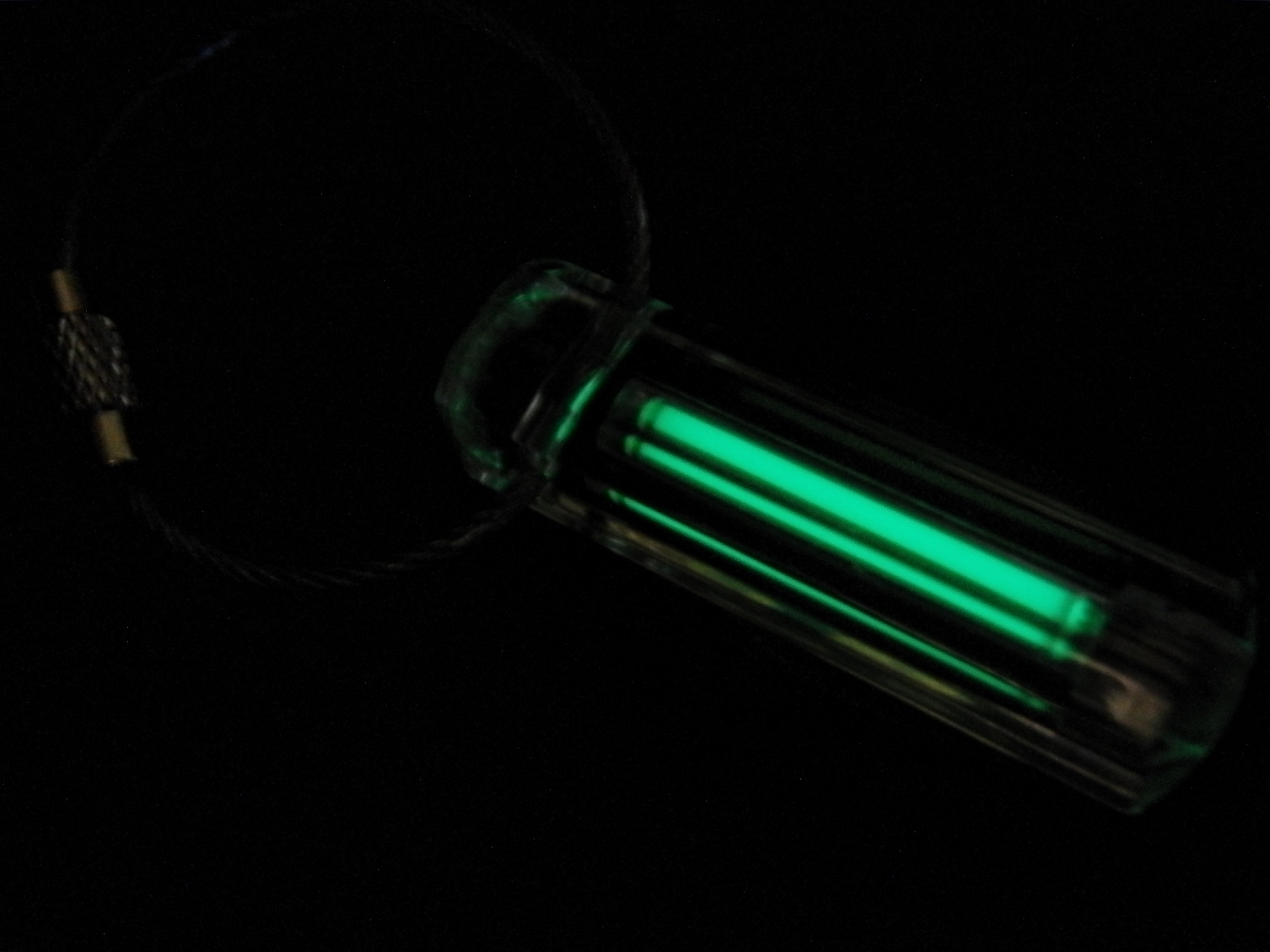
Брелок китайской фирмы Betalight
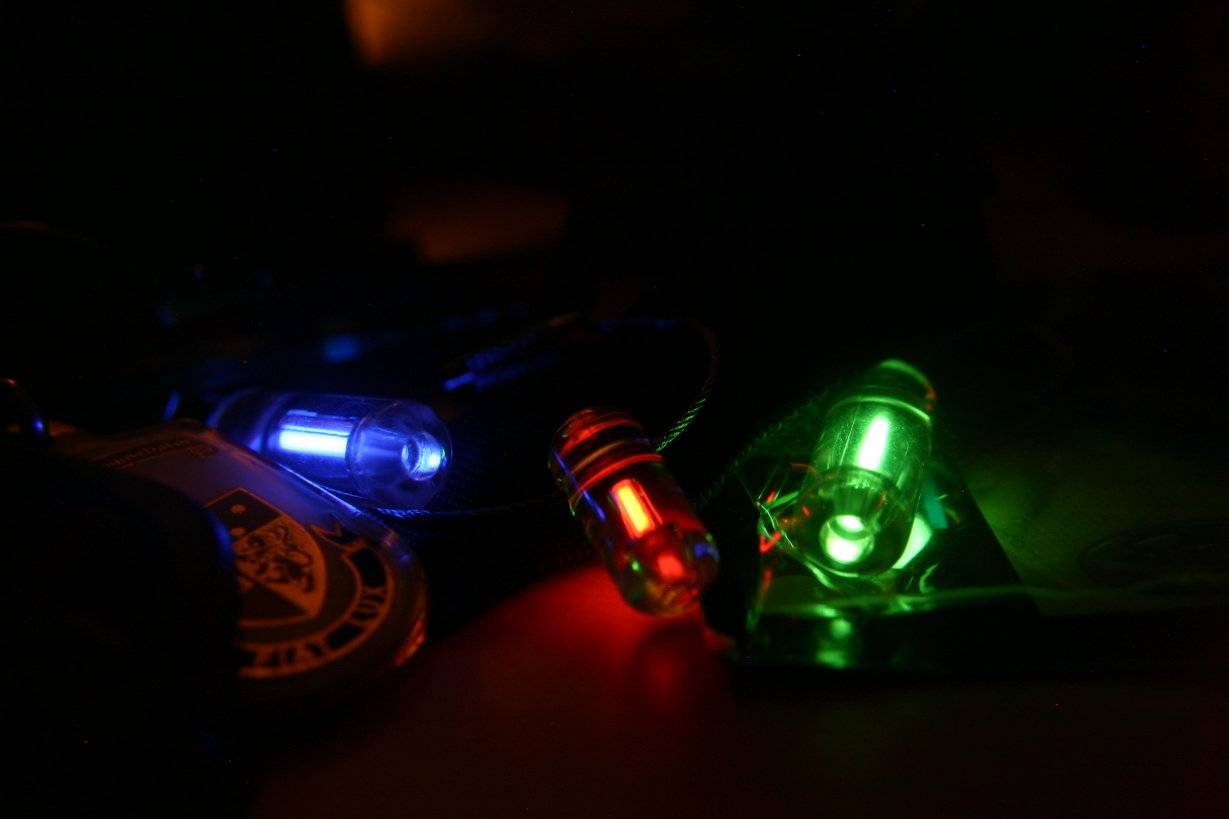
Betalight, вариант «мини»

## Срок службы
Преимущество подсветки на основе трития заключается в том, что она отличается постоянством свечения (кривая падения яркости с 6000 нанокандел до 0 — в течение десятков лет) и полной автономностью. То есть, не требуется никаких источников света для «подпитки» — пока тритий не распался, тригалайт будет находиться в рабочем состоянии.
Широко распространённые в последнее время светонакопительные составы на основе алюмината стронция требуют источника света для «зарядки» и теряют в полной темноте 90% яркости в течение часа.
Тритиевая же подсветка теряет примерно половину яркости в течение 12 лет с момента изготовления (период полураспада трития ≈12,5 лет) и примерно 75% яркости через 25 лет.

## Влияние на здоровье
Непосредственно сам тритий не представляет угрозы радиационной опасности, пока он заключён в герметичные трубки, непроницаемые для водорода. Опасность облучения возникает при его вдыхании, глотании или любом другом способе попадания внутрь организма. Самое главное — не вскрывать и не разбивать тритиевые брелоки и капсулы. Но даже при утечке вещества из подсветки опасности практически нет, так как трития там содержится сравнительно небольшое количество (он скорее успеет улетучиться в атмосферу) и он, как и протий, непосредственно в чистом виде не участвует в обмене веществ. То есть, даже попав в организм, тритий в скором времени просто выйдет оттуда, практически не задерживаясь, причинив минимальный ущерб. Если тритий вступит в реакцию с кислородом воздуха и сгорит (например, рядом с источником открытого пламени), а образовавшиеся пары сверхтяжёлой воды попадут внутрь организма — в этом случае последствия будут хуже, так как по химическим свойствам сверхтяжёлая вода практически идентична обычной воде, которая участвует в обмене веществ и может долго циркулировать в организме, облучая его изнутри.
Тритиевая подсветка (в брелоках, часах и т. д.) разрешена в ряде стран, беспрепятственно распространяется почтовыми сообщениями, так как соответствует стандартам безопасности соответствующих государств, среди которых Великобритания, США, Австралия и другие.
В то же время в США вопросы владения, распространения, импорта и экспорта подобных тритий-содержащих приборов находятся в ведении комиссии по ядерному регулированию в соответствии с разделом 10 свода федеральных нормативных актов США (подразделы 30, 32 и 110).
Устройства, использующие радиоактивные изотопы, также испускают некоторое количество тормозного рентгеновского излучения.
Опасность могут представлять брелоки, в которых часть трития или весь газ заменён на более дешёвые изотопы.